# Incêndios florestais na Zona de Exclusão de Chernobil em 2020
Os Incêndios florestais na Zona de Exclusão de Chernobil em 2020 foram uma série de incêndios florestais que começaram dentro da Zona de exclusão de Chernobil, na Ucrânia, em abril de 2020. Em grande parte os incêndios foram apagados em duas semanas e pelo menos um suspeito foi preso por incêndio criminoso.

## Linha do tempo
No dia 6 de abril, foi relatado que os níveis de radiação dentro da zona estavam "16 vezes acima do normal" como resultado dos incêndios. Enquanto o fogo se espalhou por uma vila perto da, em grande parte, abandonada cidade de Poliske, a cidade foi evacuada após cinco dias. No dia 13 de abril, os incêndios se espalharam por mais de 1,5 quilômetros da Usina Nuclear de Chernobil e alcançaram o exterior da cidade abandonada de Pripyat. Mais de 300 bombeiros trabalharam para evitar que o incêndio chegasse na planta. No dia 11 de abril, haviam quase 400 bombeiros trabalhando, com vários helicópteros e 100 caminhões de bombeiro dispersos pela zona de exclusão. O Serviço de Emergência do Estado da Ucrânia disse que ainda estava lutando contra o incêndio, mas que a situação fora controlada, enquanto o Greenpeace Rússia disse que a situação era "pior do que as autoridades Ucranianas acreditavam", citando imagens de satélite. No dia 14 de abril, o Serviço de Emergência do Estado da Ucrânia disse que todos os grandes incêndios dentro da Zona de Exclusão foram apagados após dez dias de trabalho do corpo dos bombeiros e por chuvas na região. De acordo com Euro News, 124 bombeiros teriam lidado com um grande incêndio na Floresta de Kotovsky, perto da vila de Volodymyrivka.

## Suspeito
Um residente de 24 anos de idade foi preso por incêndio criminoso. Não é sabido se o homem, que confessou ter iniciado os incêndios "por diversão" é parcial ou totalmente culpado pelo ocorrido. O suspeito contou às autoridades que havia tacado fogo na grama seca perto da floresta, sem tentar apagá-lo quando o fogo espalhou-se. Depois de um voto no parlamento no dia 13 de abril, foram levantadas multas por arson.

## Dano
Foi relatado pela Forbes que 30% das atrações turísticas dentro da Zona de Exclusão foram destruídas, incluindo o campo pioneiro da era Soviética, Izumrudnoe. O dano incluiu várias vilas abandonadas, como "Stara Markivka", ao redor de Chernobil, que queimou completamente. Também foram relatados incêndios ao redor da Floresta Vermelha, onde inumeras árvores foram "rapidamente" queimadas. A própria planta e as cidades de Chernobil e Pripyat sobreviveram "intactas". O presidente Volodymyr Zelensky revelou no dia 26 de abril que os incêndios destruiram cerca de 11,5 mil hectares.

## Consequências ambientais
Os incêndios florestais fizeram com que uma névoa seca grossa cobrisse a capital Kiev, fazendo com que sua poluição atmosférica estivesse entre as piores do mundo, comparável até mesmo com algumas cidades Chinesas. IQAir relatou que num ponto do dia 16 de abril Kiev tinha a pior poluição atmosférica do mundo. Entretanto, a fumaça causou pouco impacto na saúde dos residentes já que coincidiu com a pandemia de COVID-19 na Ucrânia, significando que as pessoas estavam dentro de casa. No dia 17 de abril, apesar do aumento dos níveis de radiação, a Agência de Energia Atômica da ONU declarou que a plata de energia não causava perigo para com a saúde humana, considerando os relatórios Ucranianos. Também adicionaram que a concentração de materiais radioativos no ar ficaram dentro das normas de segurança da Ucrânia, como descoberto pela Inspecção Nacional de Regulamentação Nuclear da Ucrânia.